# Corps national

Drapeau du Corps national.

Le Corps national (en ukrainien : Національний корпус), aussi appelé le Parti du Corps national, est un parti ukrainien d'extrême droite fondé en 2016, et dirigé par Andriy Biletsky. La base du parti est constituée de vétérans du régiment d'Azov au sein de la Garde nationale ukrainienne, et de membres du Corps civil Azov (une organisation civile affiliée au régiment Azov).

## Historique

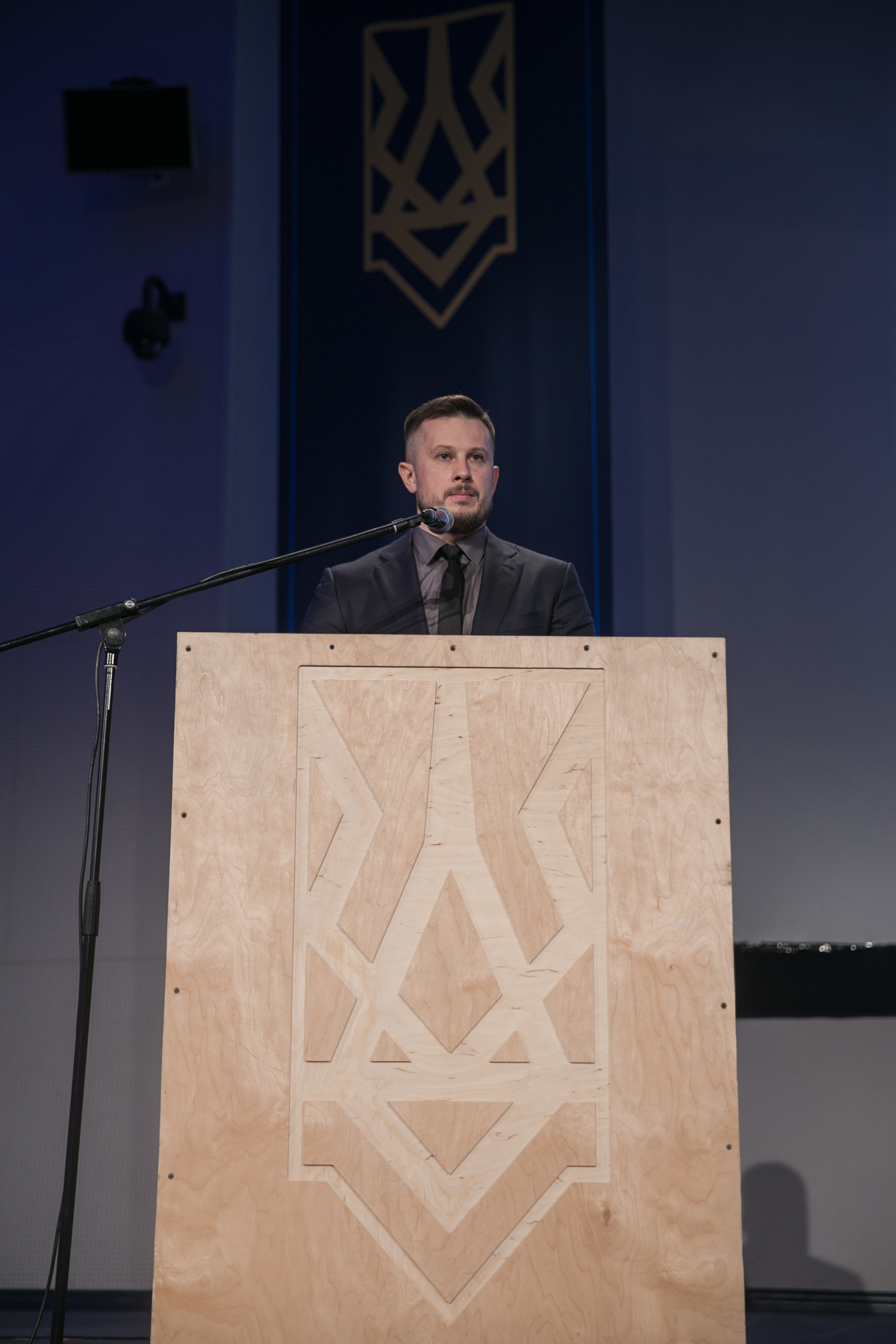
Andriy Biletsky au congrès du Corps national du 14 octobre 2017.

Le parti, précédemment appelé « Patriotes d'Ukraine » (ukrainien : Патріот України), est formellement créé lors d'un congrès organisé à Kiev le 14 octobre 2016. Il élit à sa tête le député Andriy Biletsky, démissionnaire du commandement du régiment Azov,. Il organise alors une marche symbolique — où il est rejoint par une autre organisation d'extrême droite, Secteur droit — du Monument de la Mère Patrie à la Place Sainte Sophie.
Le parti connaît ensuite une expansion rapide, notamment parmi la jeunesse. Le 22 février 2017, il réunit quelque 10 000 de ses sympathisants pour une « marche de la dignité », organisée conjointement avec les organisations d'extrême droite Svoboda et Secteur droit.
En vue de l'élection présidentielle de 2019, le Corps national refuse de rallier Rouslan Kochoulynsky (Svoboda) et présente la candidature de son président, Andriy Biletsky qui renoncera finalement à se présenter, qualifiant le scrutin de « farce »
Lors des élections locales ukrainiennes de 2020, le parti réussi à obtenir ses 23 premiers élus de son Histoire au sein de différentes localités du pays, effectuant un score de 0,04 % pour l'ensemble de l'élection.

## Idéologie

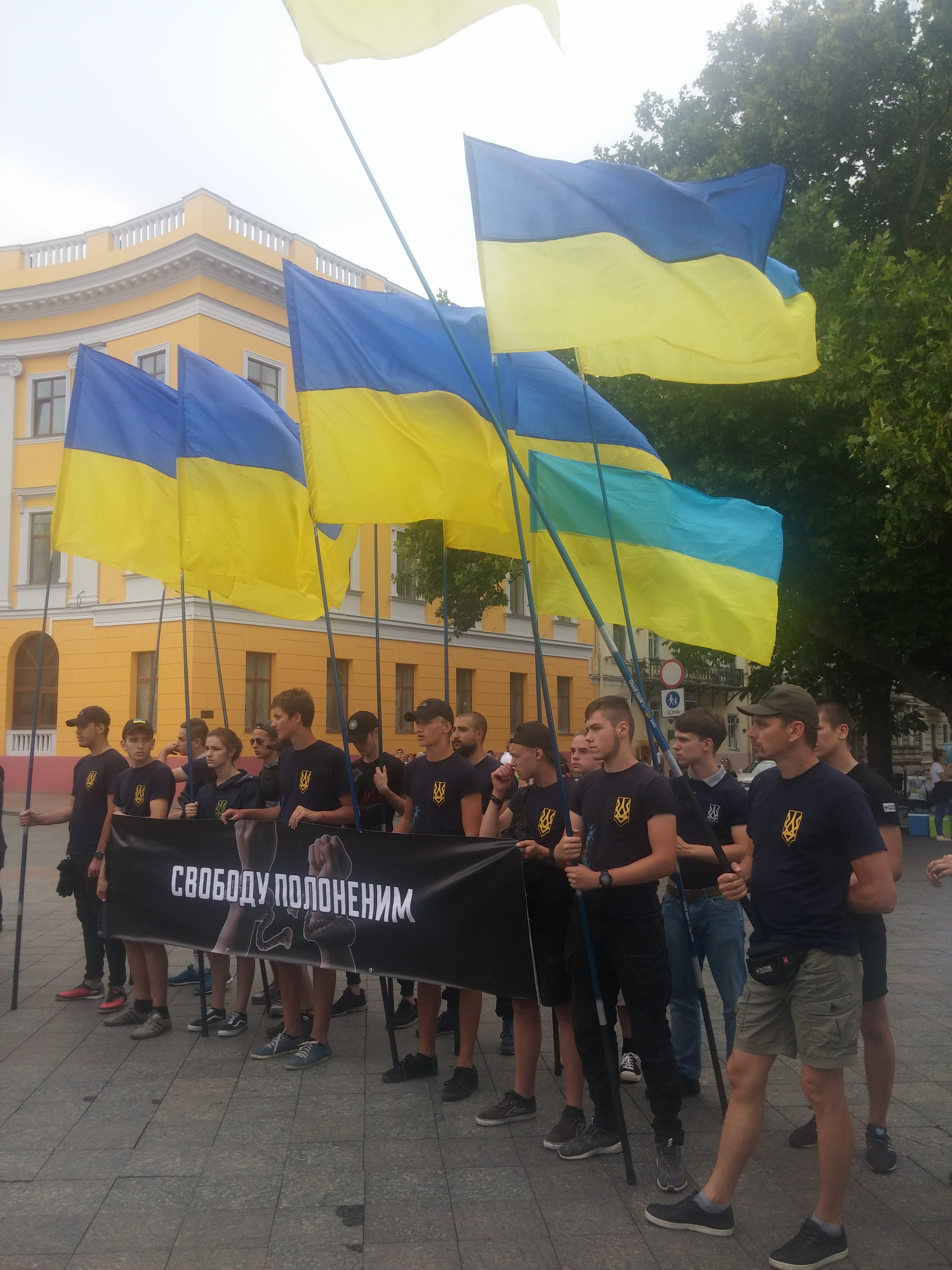
Manifestation à Odessa en juillet 2018.

Le parti promeut la culture ukrainienne et milite en faveur de la rupture totale des liens avec la Russie (diplomatiques, commerciaux, culturels). Dans le cadre de la guerre du Donbass, il met en avant les exploits du régiment Azov et organise des collectes pour soutenir les soldats ukrainiens du front. Il appelle à la renucléarisation de l'Ukraine.
En ce qui concerne les relations de l'Ukraine envers l'Union européenne ou envers l'OTAN, l'intégration n'est pas souhaitée : le projet privilégié est celui de l'Intermarium entre la Baltique et la Mer Noire (comprenant notamment l'Ukraine, la Biélorussie, la Pologne, la Lituanie, la Lettonie, l'Estonie, la Tchéquie et la Slovaquie).
Ses membres souhaitent corriger ce qu'ils considèrent comme des anomalies du fonctionnement de la société civile en s'en prenant aux intérêts russes (occupation de Sberbank), en faisant des descentes dans les établissements de jeux ou de prostitution tenus par des mafieux, en détruisant des camps de rom installés autour de Kiev ou encore en organisant une droujina nationale (regroupements visant à assurer le maintien de l'ordre dans les villes ukrainiennes).
Au niveau économique, le Corps national prône le nationalisme et le protectionnisme. Il appelle à la nationalisation des entreprises d'État de la RSS d'Ukraine au moment de son indépendance.

## Résultats électoraux

### Élections locales
| Année | %    | Élus       | Rang |
| ----- | ---- | ---------- | ---- |
| 2020  | 0,04 | 18 / 42501 |      |